# European League of Football
Ne doit pas être confondu avec European Football League.
La Ligue européenne de football (en anglais European League of Football et en abrégé ELF) est une ligue de football américain professionnelle.
Elle est la première ligue entièrement professionnelle en Europe depuis la disparition de la NFL Europe en 2007.
Officiellement créée en novembre 2020, elle est initialement composée de 8 équipes situées en Allemagne, en Pologne et en Espagne. La première saison débute le 19 juin 2021.
En 2025, la compétition regroupe 16 équipes situées en Allemagne (7), Autriche (2), Danemark (1), Espagne (1),  France (1), Hongrie (1), Pologne (1), Suisse (1) et Tchéquie (1). La ligue prévoit d'avoir 24 équipes à terme.

## Histoire
L'annonce de la création de la ligue est accueillie avec scepticisme, principalement en Allemagne, en raison des échecs de ligues similaires par le passé. Le président de la German Football League déclare à ce sujet : « nous avons accumulé de l'expérience au cours des quarante dernières années dans la gestion de ligues en Allemagne et en Europe et nous avons une assez bonne idée de ce que les équipes sont capables de faire ». D'un autre avis, le commissaire Patrick Esume (en) est fermement convaincu du succès de la ligue parce que « le football américain connaît un boom en Allemagne ».
Les deux premières nouvelles franchises à s'y inscrire début décembre 2020 sont les Ingolstadt Pretorians et les German Knights 1367 (équipe basée à Hanovre),. Ils sont rejoints par les Gladiators Football de Barcelone, lesquels informent qu'ils seront entraînés par l'expérimenté entraîneur de la LCF, Adam Rita (en),.
En mars 2021, la ligue annonce avoir obtenu l'accord de la NFL de pouvoir utiliser les noms des anciennes équipes ayant joué précédemment en NFL Europe. Le même jour, il est annoncé que les franchises de Hambourg et de Francfort utiliseraient respectivement les noms des Hamburg Sea Devils et des Frankfurt Galaxy. À cette occasion, les Sea Devils ont présenté Ted Daisher (en) comme leur nouvel entraîneur principal, celui-ci ayant été entraîneur des équipes spéciales de plusieurs équipes NFL. Par la suite, il est apparu que les franchises d'Ingolstadt et de Hanovre ne pourraient pas être opérationnelles dès la saison 2021 et furent alors remplacées par deux nouvelles équipes basées à Leipzig et à Cologne. Ces deux dernières franchises ainsi que celle basée à Barcelone utiliseront les noms utilisés précédemment en NFL Europe.

## Objectifs
L'ELF a déclaré qu'elle espérait ramener l'intérêt autour du football américain tel qui existait à l'ère de la NFL Europe. Contrairement à cette défunte ligue dont les équipes se composaient principalement de joueurs américains, le nombre de joueurs internationaux autorisés par équipe sera limité. Une plus grande attention sera accordée aux joueurs locaux afin de les développer au mieux pour qu'il puisse éventuellement être recruté en NFL. Pour ce faire, l'EFL prévoit de créer l'« ELF Academy », ses franchises ne disposant pas d'équipes de jeunes. Le président de l'EFL, Zeljko Karajica, a déclaré à ce sujet que l'académie « [...] donnera aux joueurs l'opportunité de franchir une étape », afin d'obtenir les compétences pour intégrer les équipes de l'ELF et pas la suite tenter d'obtenir une place dans une équipe de la NFL.

## Règles
Les règles de jeu appliquée en ELF sont identiques à celles de la NFL, sauf en ce qui concerne la prolongation (overtime) où ce sont celles du football universitaire qui sont utilisées.
L'effectif principal d'une équipe se compose de maximum 53 joueurs auxquels s'ajoutent 10 joueurs dans l'équipe d'entraînement (practice squad). Les joueurs locaux étant l'un des principaux centres d'intérêt de la ligue, le nombre de joueurs étrangers est limité, soit un maximum de 4 joueurs issus des pays majeurs (USA, Canada, Mexique et Japon - identifiés « A » dans la composition de l'équipe) et un maximum de 10 joueurs étrangers au pays de l'équipe (identifiés « E » dans la composition de l'équipe). Dès lors, le nombre de joueurs nationaux (pays où est basé l'équipe) doit être au minimum de 29. Enfin, il ne peut y avoir plus de 2 joueurs "A" sur le terrain en même temps pour la même équipe.

## Les équipes
L'European League of Football mettait en présence huit équipes lors de sa saison inaugurale lesquelles étaient réparties entre les conférences Nord et Sud.
En 2022, ce nombre est passé à 12 équipes (sept équipes allemandes, deux autrichiennes, une polonaise et une espagnole) réparties entre les conférences Nord, Centrale et Sud.
Six autres équipes rejoignent la compétition en 2023 tandis que les Rams d'Istanbul la quittent. La ligue modifie ses conférences pour avoir des conférences Ouest, Centrale et Est.
Au cours de la saison 2023, c'est au tour des Kings de Leipzig de quitter la ligue et à une nouvelle équipe espagnole, les Madrid Bravos (en) de la rejoindre, gardant le total à 17 équipes pour la saison 2024.
Après avoir constaté l'arrêt définitif des Dragons de Barcelone et l'arrêt temporaire des Seamen de Milan (reprise prévue en 2026), la ligue enregistre l'arrivée de la nouvelle franchise Nordic Storm (en) basée Copenhague au Danemark dès la saison 2025.
- Division Nord
- Division Est
- Division Ouest
- Division Sud

### Équipes actuelles
| Division Nord         |                                       |          |                     |           |              |                      |
| Équipe                | Stade                                 | Capacité | Ville               | Fondation | Début en ELF | Entraîneur principal |
| Berlin Thunder        | Preussenstadion                       | 3 000    | Berlin              | 2021      | 2021         | Johnny Schmuck       |
| Hamburg Sea Devils    | Stade Hoheluft (4 matchs)             | 8 000    | Hambourg            | 2021      | 2021         | Shuan Fatah          |
| Hamburg Sea Devils    | Volksparkstadion (1 match)            | 57 000   | Hambourg            | 2021      | 2021         | Shuan Fatah          |
| Hamburg Sea Devils    | Weserstadion (1 match)                | 42 100   | Brême               | 2021      | 2021         | Shuan Fatah          |
| Nordic Storm          | Gladsaxe Stadion                      | 13 507   | Copenhague/Søborg   | 2024      | 2025         | John Shoop           |
| Rhein Fire            | Schauinsland-Reisen-Arena (5 matchs)  | 31 514   | Duisbourg           | 2021      | 2022         | Jim Tomsula          |
| Rhein Fire            | Gazi-Stadion auf der Waldau (1 match) | 11 408   | Düsseldorf          | 2021      | 2022         | Jim Tomsula          |
| Division Est          |                                       |          |                     |           |              |                      |
| Équipe                | Stade                                 | Capacité | Ville               | Fondation | Début en ELF | Entraîneur principal |
| Fehérvár Enthroners   | First Field                           | 4 000    | Székesfehérvár      | 2007      | 2023         | Mark Ridgley         |
| Prague Lions          | FK Viktoria Stadion                   | 3 000    | Prague              | 1991      | 2023         | Dave Warner          |
| Vienna Vikings        | Generali-Arena (2 matchs)             | 17 656   | Vienne              | 1983      | 2022         | Chris Calaycay       |
| Vienna Vikings        | Hohe Warte Stadium (1 match)          | 5 500    | Vienne              | 1983      | 2022         | Chris Calaycay       |
| Vienna Vikings        | Datenpol Arena (1 match)              | 10 600   | Maria Enzersdorf    | 1983      | 2022         | Chris Calaycay       |
| Wrocław Panthers      | Stade olympique de Wrocław            | 11 000   | Wrocław             | 2013      | 2021         | Craig Kuligowski     |
| Division Ouest        |                                       |          |                     |           |              |                      |
| Équipe                | Stade                                 | Capacité | Ville               | Fondation | Début en ELF | Entraîneur principal |
| Cologne Centurions    | Südstadion                            | 11 748   | Cologne             | 2021      | 2021         | Annonce à venir      |
| Frankfurt Galaxy      | PSD Bank Arena (4 matchs)             | 12 542   | Francfort           | 2021      | 2021         | Thomas Kösling       |
| Frankfurt Galaxy      | Stadion am Bieberer Berg (2 matchs)   | 20 500   | Offenbach am Main   | 2021      | 2021         | Bart Andrus          |
| Paris Mousqueteers    | Stade Robert-Bobin                    | 18 850   | Paris/Bondoufle     | 2022      | 2023         | Jack Del Rio         |
| Stuttgart Surge       | Gazi-Stadion                          | 11 410   | Stuttgart           | 2021      | 2021         | Jordan Neuman        |
| Division Sud          |                                       |          |                     |           |              |                      |
| Équipe                | Stade                                 | Capacité | Ville               | Fondation | Début en ELF | Entraîneur principal |
| Helvetic Mercernaries | Lidl Arena                            | 6 000    | Zurich              | 2024      | 2024         | Marcus Herford       |
| Madrid Bravos         | Estadio Vallehermoso                  | 10 000   | Madrid              | 2021      | 2021         | Andrew Weidinger     |
| Munich Ravens         | Uhlsport Park                         | 15 053   | Munich/Unterhaching | 2022      | 2023         | Kendral Ellison      |
| Raiders Tirol         | Stade Tivoli                          | 17 400   | Innsbruck           | 1992      | 2022         | Jim Herrmann         |

### Anciennes équipes
| Équipe            | Stade                       | Capacité | Ville    | Début en ELF | Saison finale                                   |
| Istanbul Rams     | Stade Yusuf Ziya Öniş       | 4 100    | Istanbul | 2022         | 2022                                            |
| Leipzig Kings     | Alfred-Kunze-Sportpark      | 4 999    | Leipzig  | 2021         | 2023                                            |
| Helvetic Guards   | Lidl Arena                  | 6 048    | Zurich   | 2023         | 2023                                            |
| Barcelona Dragons | Stade olympique de Terrassa | 4 700    | Reus     | 2021         | 2024                                            |
| Milano Seamen     | Vélodrome Vigorelli         | 9 000    | Milan    | 2022         | Arrêt temporaire en 2025 Reprise prévue en 2026 |

### Expansions
Lors de la conception de l'ELF, ses dirigeants ont espéré compter à terme au moins 20 équipes réparties dans 10 pays. Selon le commissaire Patrick Esume, la ligue avait suscité de l'intérêt de nombreux pays comme l'Autriche, l'Espagne, la France et l'Angleterre (les Warriors de Londres étant particulièrement intéressés).
En avril 2021, Alexander Korosek, directeur général des Frankfurt Galaxy, révèle qu'en plus de Londres, des franchises situées à Istanbul, Paris, Stockholm, Copenhague et Madrid pourraient être ajoutées lors des deux prochaines saisons, tandis que des franchises basées à Milan, Bucarest, Sofia et Bruxelles le seraient à des dates ultérieures.

#### 2022
Après la fin de la première saison, l'EFL annonce que quatre nouvelles équipes issues de trois pays vont rejoindre la compétition en 2022 soit les Vikings de Vienne et les Swarco Raiders du Tyrol issus de l'Austrian Football League, les Rams d'Istanbul de la TKFL1 et les Rhein Fire basée à Düsseldorf.
La conférence Sud est remaniée en y changeant certaines équipes, la conférence Nord reste inchangée et une conférence Centrale est ajoutée. La saison 2022 comporte ainsi trois conférences de quatre équipes.

#### 2023
Avant le début de la saison 2022, l'EFL annonce que trois nouvelles équipes issues de trois nouveaux pays rejoindront la ligue dès la saison 2023. Ces équipes sont les Milano Seamen basés à Milan en Italie, les Fehérvár Enthroners basés à Fehervar en Hongrie et les Helvetic Guards basés à Zurich en Suisse. En août 2022, la LFL annonce qu'une nouvelle équipe allemande basée à Munich participera à la saison 2023 et le 8 septembre 2022 annonce qu'il s'agit des Munich Ravens.
Le 23 septembre 2022 la ligue annonce que deux franchises supplémentaires participeront à la saison 2023. La première dénommée les Prague Lions, est basée en Tchéquie à Prague tandis que la seconde dont le nom n'est pas encore défini sera basée à Paris. Cependant, le 16 décembre 2022, la ligue annonce par un communiqué que l'équipe des Istanbul Rams est contrainte de ne pas continuer son existence en ELF, faute de moyens économiques et sportifs. Le 23 janvier 2023, la Ligue présente officiellement les Paris Musketeers,,.
La compétition 2023 met ainsi en présence 17 équipes issues de neuf pays différents. À la suite de problèmes financiers, les Kings de Leipzig déclarent forfait pour le 6e match de la saison 2023. Le 10 juillet 2023, les Kings annoncent mettre un terme à leur saison et déclarent forfait pour l'ensemble de ses rencontres encore à jouer.

#### 2024
La franchise des Bravos de Madrid est créé le 19 mai 2023. Elle participera à la saison 2024 devenant la deuxième franchise espagnole de l'ELF, les Dragons de Barcelone en étant membre depuis 2021. Le nom et le logo des Bravos ont été présentés le 26 septembre 2023. Le 12 avril 2024, les Helvetic Mercenaries (en), nouvelle franchise suisse de la ELF, dévoilent leur nom et leur logo en vue de la saison 2024. Ils remplacent les Helvetic Guards, franchise ayant cessé ses activités en 2023.

#### 2025
La franchise des Dragons de Barcelone a cessé ses activités en décembre 2024 tandis que celle des Seamen de Milan s'est mise en arrêt temporaire pour la saison 2025 tout en prévoyant revenir pour la saison 2026. La nouvelle franchise du Nordic Storm (en) basée à Copenhague au Danemark intègre la ligue en 2025.
La saison 2025 comptera donc 16 équipes.

#### Futures
En mai 2022, il a été fait état que l'équipe des Amsterdam Admirals des Pays-Bas pourrait être ressuscitée par des investisseurs pour intégrer la ligue. Les dernières équipes de la défunte NFL Europe qui n'auraient alors pas encore intégré l'ELF seraient les London Monarchs et les Scottish Claymores du Royaume-Uni.

## Palmarès
| N°  | Saison |                  | Match          | Match              | Match          |                   | Lieu                          | Lieu          | Lieu                 |  | Affluence |  | MVP     |
| N°  | Saison | Vainqueurs       | Score          | Finalistes         | Pays           | Ville             | Stade                         |               |                      |  | Affluence |  | MVP     |
| I   | 2021   | Frankfurt Galaxy | 32 - 30        | Hamburg Sea Devils | Allemagne (1)  | Düsseldorf (1)    | Merkur Spiel-Arena (1)        | 22 000        | Jakeb Sullivan (QB)  |  |           |  |         |
| II  | 2022   | Vienna Vikings   | 27 - 15        | Hamburg Sea Devils | Autriche (1)   | Klagenfurt (1)    | 28 Black Arena (1)            | 14 566        | Kimi Linnainmaa (WR) |  |           |  |         |
| III | 2023   | Rhein Fire       | 53 - 34        | Stuttgart Surge    | Allemagne (2)  | Duisburg (1)      | Schauinsland-Reisen-Arena (1) | 31 500        | Jadrian Clark (QB)   |  |           |  |         |
| IV  | 2024   | Rhein Fire       | 51 - 20        | Vienna Vikings     | Allemagne (3)  | Gelsenkirchen (1) | Veltins-Arena (1)             | 41 364        |                      |  |           |  |         |
| V   | 2025   |                  | Saison à venir | Saison à venir     | Saison à venir |                   | Allemagne (4)                 | Stuttgart (1) | MHPArena (1)         |  | À venir   |  | À venir |

| Rang | Équipes            |     | Champion   | Champion |            | Finaliste | Finaliste |
| Rang | Équipes            | Nb. | Saison(s)  | Nb.      | Saison(s)  |           |           |
| 1    | Rhein Fire         | 2   | 2023, 2024 | 0        | -          |           |           |
| 2    | Vienna Vikings     | 1   | 2022       | 1        | 2024       |           |           |
| 3    | Frankfurt Galaxy   | 1   | 2021       | 0        | -          |           |           |
| 4    | Hamburg Sea Devils | 0   | -          | 2        | 2021, 2022 |           |           |
| 5    | Stuttgart Surge    | 0   | -          | 1        | 2023       |           |           |

## ELF All Star Game
En juillet 2022, la ligue annonce la création d'un match de gala dénommé « All-Star Game » lequel aura lieu chaque année, une semaine après la fin de la saison.
Sa première édition s'est déroulée le 3 octobre 2021 (jour commémoratif de la réunification allemande) au Friedrich-Ludwig-Jahn-Sportpark de Berlin.
Le match met en présence une équipe composée des meilleurs joueurs de la saison ELF et l'équipe fédérale des États-Unis.
La règle pour composer l'équipe de l'ELF est similaire à celle de ses franchises à savoir un maximum de quatre joueurs américains (ayant joué la saison en ELF) dont deux maximum en même temps sur le terrain.
| Saison |                    | Match   | Match                      | Match                  |        | Lieu                             | Lieu | Lieu |
| Saison | Vainqueur          | Score   | Perdant                    | Pays                   | Ville  | Stade                            |      |      |
| 2021   | All Stars de l'ELF | 26 - 08 | États-Unis (US Federation) | Drapeau de l'Allemagne | Berlin | Friedrich-Ludwig-Jahn-Sportpark, |      |      |

## Diffusion
Pour la saison inaugurale, la ligue a signé un accord pour avoir 13 matches, y compris les playoffs et la finale, diffusés en direct en Allemagne sur ProSieben Maxx, puis les autres matchs diffusés en direct sur ran.de. D'autres accords de diffusion pour le marché international sont annoncés, le commissaire Patrick Esume affirmant que tous les matchs sont disponibles dans le monde entier via un GamePass.
Lors de sa seconde saison, les accords de diffusion sont bien plus nombreux, le GamePass étant toujours accessible. Le diffuseur dépend ensuite du pays, les matchs étant retransmis en Allemagne sur ProSieben Maxx, ranSport, More Than Sports TV, en Autriche sur Puls 24, en Espagne sur Esport3, en Pologne sur Polsat Sport et en Turquie sur S Sport.
Pour la saison 2024, BeIn Sports France se charge de la retransmission des matchs des Mousquetaires au niveau de la France.